# Dorothea Lieven
Katharina Alexandra Dorothea von Lieven (Russisch: Дарья Христофоровна Ливен) (Riga, 17 december 1785 - Parijs, 27 januari 1857) was een Russische edelvrouwe die in de eerste helft van de negentiende eeuw een belangrijk personage was in het diplomatieke verkeer.

## Biografie

### Vroege jaren
Dorothea Lieven werd geboren als dochter van de Russische generaal Christoph von Benckendorff en de hofdame Anna Juliana von Benckendorff die beiden tot de Duits-Baltische adel behoorden. Haar twee broers, Alexander en Konstantin, werden net zoals haar vader generaals in het Russische leger. Dorothea Benckendorff werd een hofdame van tsarina Sophia Dorothea Augusta Louisa van Württemberg. Op veertienjarige leeftijd, in 1800,  trad ze in het huwelijk met generaal Christoph von Lieven. In de periode dat haar man tussen 1805 en 1807 op veldtocht was had ze een verhouding met grootvorst Constantijn. In 1810 werd haar echtgenoot benoemd tot ambassadeur van het Russische Keizerrijk in Pruisen en twee jaar later verkreeg hij dezelfde post in Londen.
In Londen werd Dorothea Lieven aanvankelijk niet goed ontvangen. Ze maakte de fout om met vooraanstaande whigs te flirten en ze joeg tevens prins-regent George tegen haar in het harnas. Toch wiste ze in aantal jaar tijd haar eigen plek te veroveren in de Londense society. Deze rol stond geheel los van haar status als echtgenote van de Russische ambassadeur in de stad. Vanuit deze rol was Lieven een belangrijke informant voor de Russische minister van Buitenlandse Zaken Karl Robert von Nesselrode. Zo probeerde ze invloedrijke mensen over te halen om de Russische tsaar te steunen in zijn plannen om militair in te grijpen in Zuid-Amerika.

### Romance met Von Metternich
In haar hoedanigheid als echtgenote van haar man begeleidde zij hem bij het Congres van Aken in 1818. Op 22 oktober ontmoette ze aldaar de Oostenrijkse staatsman Klemens von Metternich. Deze werd direct op haar verliefd en ze brachten veel tijd met elkaar door in de dagen die volgden. Ook nadat het congres was afgelopen ging de verliefdheid van Metternich door. In de loop der jaren wisselde hij vele brieven met haar uit en het tweetal zag elkaar pas weer in 1821 bij een bezoek van koning George IV aan Hannover en later ook bij het Congres van Verona.
Vanwege haar voortdurende contacten met Nesselrode drong Lieven bij George Canning aan op een bilateriale bemiddeling van Rusland en het Verenigd Koninkrijk bij de Griekse Onafhankelijkheidsoorlog. Mede door haar optreden kwam het protocol van Sint-Petersburg van 1826 tot stand waarin de twee landen afspraken om indien nodig in te grijpen in het conflict.

### Rusland en Parijs
In 1826 werd haar echtgenoot bevorderd tot Prins von Lieven en werd Dorothea een prinses. In 1834 werd de ambassadeur teruggeroepen naar Rusland vanwege de verslechterde relatie met het Verenigd Koninkrijk. Sinds 1829 was Dorothea Lieven al als hofdame aangesteld van Charlotte van Pruisen, maar ze zag op tegen haar terugkeer naar het koude Rusland. Nadat de Lievens terugkeerden in Rusland overleden hun twee jongste zonen. Door deze tragedie en haar verslechterde gezondheid besloot ze haar geboorteland te verlaten en te verhuizen naar Parijs. Ze zou haar echtgenoot niet meer terugzien en hij overleed in 1839.
In Parijs had Lieven haar eigen salon en ontwikkelde ze een hechte vriendschap met François Guizot. Tijdens de Krimoorlog woonde ze tijdelijk noodgedwongen in Brussel, maar nadat de oorlog ten einde was keerde ze terug naar Parijs waar ze in 1857 zou overlijden.